# III Festival de Tierra Amarilla
El Festival de Tierra Amarilla 2016 fue la tercera edición de dicho festival, el certamen fue realizado en el estadio municipal Eladio Rojas de la comuna de Tierra Amarilla, Región de Atacama, y emitido por La Red entre el 15 y 16 de enero de 2016. 
La conducción fue realizada por Ignacio Franzani, Mey Santamaría y Jennifer Warner. 

## Escenario
El jueves 10 de diciembre de 2015 se realizó en Santiago el lanzamiento oficial y se anunció que en la jornada inaugural estarán María José Quintanilla, Amanda Miguel, Tomo Como Rey y Los Indolatinos, mientras que en el cierre Los Tres, Megapuesta y un par de números que faltan por confirmar.

### Conducción
Las novedades que tendrá el evento será el estilo de conducción, puesto que existirán tres animadores Ignacio Franzani, Mey Santamaría y Jennifer Warner.

## Programación

### Día 1: Viernes 15 (noche inaugural)
- Amanda Miguel
- Tomo Como Rey
- Los Indolatinos
- María José Quintanilla

### Día 2: Sábado 16 (noche de clausura)
- Los Tres
- Megapuesta
- Samo
- Millenium Show